# Роллстон, Джереми
Джереми Роллстон (англ. Jeremy Rolleston, 13 декабря 1972, Сидней) — австралийский бобслеист, пилот, выступавший за сборную Австралии с 1999 года по 2010-й. Участник двух зимних Олимпийских игр, неоднократный призёр национального первенства, различных этапов Кубка наций и Америки. Прежде чем перейти в бобслей, был игроком в регби.

## Биография
Джереми Роллстон родился 13 декабря 1972 года в городе Сидней, штат Новый Южный Уэльс. С юных лет увлекался спортом, активно занимался регби-7, с попеременным успехом играл в местных командах, однако добиться каких-либо существенных достижений не смог. В 1999 году по совету знакомого шорт-трекиста решил попробовать себя в бобслее, прошёл отбор в национальную сборную и присоединился к ней в качестве разгоняющего. Слабая австралийская команда выступала в основном в менее престижных соревнованиях, и лишь в 2005 году, когда Роллстон в возрасте тридцати трёх лет переквалифицировался в пилота, стала попадать на крупнейшие международные старты. Их двухместный экипаж дебютировал в Кубке мира, занял тридцать первое место на чемпионате мира в канадском Калгари.
За счёт рейтинговых очков с Кубка Северной Америки он прошёл квалификацию на зимние Олимпийские игры 2006 года в Турин, где в паре с разгоняющим Шейном Маккензи занял в двойках двадцать второе место. Сразу после этих заездов объявил о завершении спортивной карьеры и прекратил участвовать в соревнованиях, однако спустя два года вернулся и преступил к тренировкам для участия в Олимпиаде 2010 года в Ванкувере. Поехал на Игры в качестве пилота двухместного и четырёхместного экипажей — в двойке с разгоняющим Данканом Пью потерпел крушение в ходе первой же попытки и из соображений безопасности отказался от дальнейших состязаний, в том числе не стал выходить на лёд с четвёркой. После этой неудачи окончательно покинул бобслей.